# Radar meteorològic

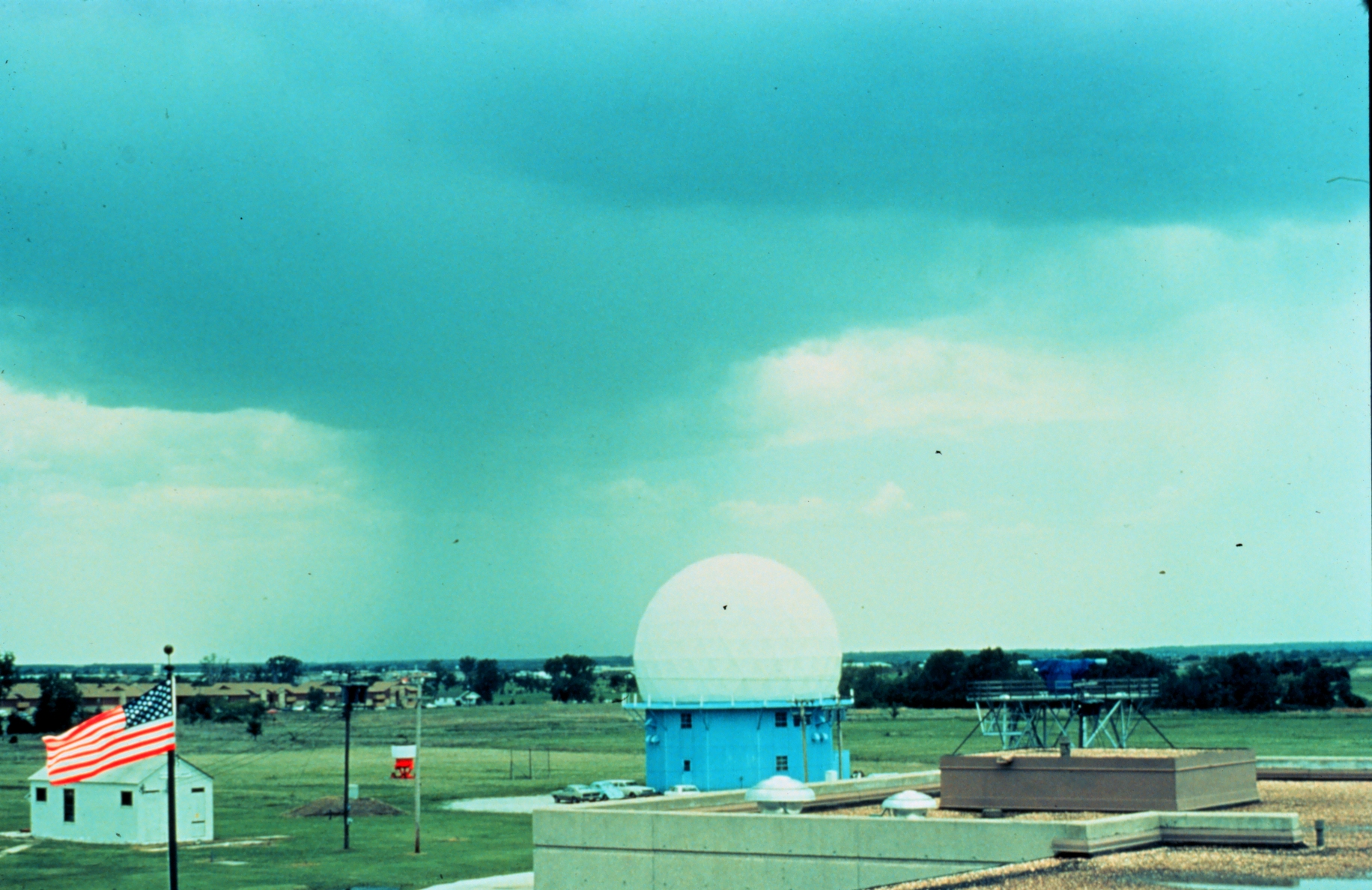
Radar meteorològic a Norman, Oklahoma. (Font: NOAA)

El radar és un aparell electrònic capaç de localitzar i identificar objectes a distància mitjançant ones de ràdio d'alta freqüència. El seu nom prové de l'acrònim anglès RAdio Detection And Ranging, que significa detecció per ràdio i mesura de la distància.
El radar meteorològic, concretament, té com a objectiu detectar els núvols i les partícules de precipitació, com ara gotes de pluja, flocs de neu o grans de calamarsa. Bàsicament, consta d'una antena, que emet i rep polsos d'ones de ràdio, i d'un sistema de processament de dades.
Quan l'energia emesa per l'antena és interceptada per un objecte o blanc, aquest la dispersa en totes les direccions i una part retorna cap enrere en forma d'eco. Aquest senyal de retorn és rebut per l'antena i, mitjançant el sistema de processament, es pot deduir la posició de les partícules de precipitació i altres característiques, com la seva mida i velocitat respecte al radar.

## Tipus de radar

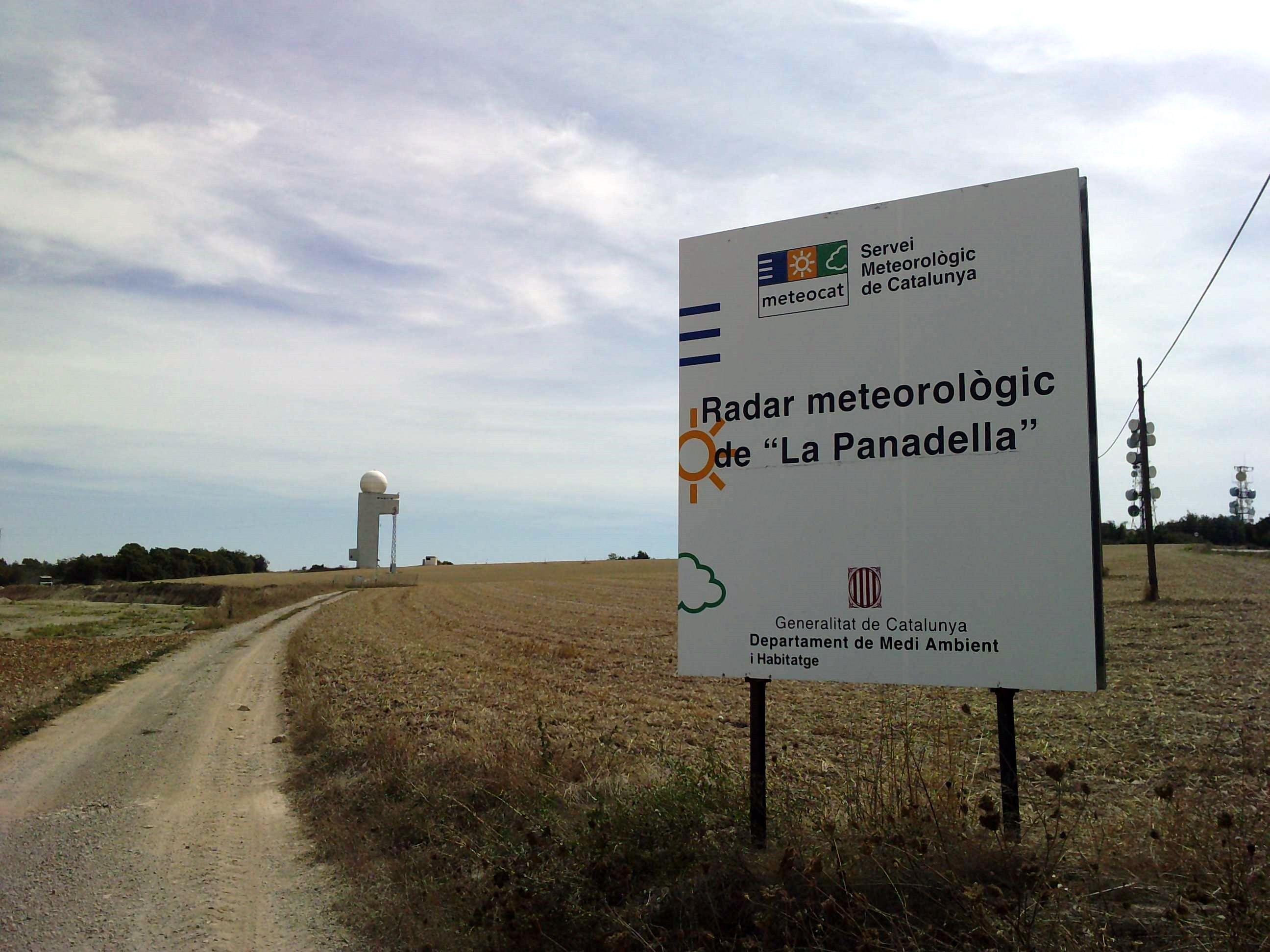
Radar meteorològic de la Panadella

- De banda L: emeten en la banda de freqüència compresa entre 1 i 2 GHz (gigaherz) i en una longitud d'ona compresa entre 15 i 30 cm. Estan destinats a l'estudi de la turbulència en atmosferes sense nuvolositat.

- De banda X: emeten en freqüències entre 2 i 4 GHz i en longituds d'ona entre 8 i 15 cm. Tenen un gran radi d'acció (fins a 240 km), però necessiten antenes de grans dimensions, raó per la qual no són gaire comuns.

- De banda C: emeten ones entre 4 i 8 GHz i en longituds d'ona entre 2 i 4 cm. Són radars Doppler i una combinació d'uns quants situats en llocs favorables són els que utilitza la xarxa de radars del Servei Meteorològic de Catalunya. Tenen un radi d'acció d'entre 120 i 250 km, presenten un rang ampli de mesures i permeten fer estimacions quantitatives de precipitació.

En les imatges dels radars de banda C, la reflectivitat alta apareix de color blanc i denota la presència de calamarsa i intensitats elevades de precipitació. Les reflectivitats més baixes apareixen de color blau clar i pot ser que en aquest cas la precipitació sigui tan feble que ni tan sols arribi a terra.
Una de les limitacions d'aquest tipus de radars la constitueix la presència de muntanyes, que donen uns "ecos" que semblen precipitació, però no ho és.

## Funcionament
El funcionament d'un radar meteorològic és semblant al d'un far. L'antena del radar gira contínuament per escombrar, o il·luminar, els blancs que es volen observar en un cert volum de l'atmosfera. Després d'un sofisticat processament del senyal retornat pels ecos observats, el radar proporciona informació valuosa sobre les característiques d'aquests ecos, que es poden relacionar amb la intensitat de la precipitació que els causa o amb la seva velocitat respecte al radar.
En el cas d'un radar meteorològic, els blancs són les partícules de precipitació, bé siguin gotetes de pluja, flocs de neu, grans de calamarsa o, com passa a vegades, una barreja de tots.
Un radar meteorològic funciona de manera semblant a altres tipus de radars, com els dels aeroports utilitzats per localitzar avions, els radars marítims dels vaixells o els que fa servir la policia per detectar els vehicles que circulen massa de pressa per la carretera. En el cas d'un radar meteorològic, l'objectiu principal és observar la precipitació.